# Kirriemuir
Kirriemuir är en ort i kommunen Angus i Skottland. Folkmängden uppgick till 6 160 invånare 2012, på en yta av 2,19 km². J.M. Barrie, författare till Peter Pan, föddes i Kirriemuir, och Bon Scott, sångare i AC/DC, växte upp på samma ort.